# Aeroporto di Poprad-Tatry
L'Aeroporto di Poprad-Tatry (in slovacco: Letisko Poprad-Tatry) (IATA: TAT, ICAO: LZTT) è un aeroporto situato nella città di Poprad, in Slovacchia.
L'aeroporto serve per voli charter, ricerca e soccorso, compagnie aeree e altri voli aviazione generale.
Il terminal dell'aeroporto dispone di un bar, un'area dove è possibile noleggiare veicoli e un ufficio di cambio.

## Compagnie aeree e destinazioni

### Linee regolari
| Compagnie aeree | Destinazioni              |
| --------------- | ------------------------- |
| Wizz Air        | Aeroporto di Londra-Luton |